# Josef Grim

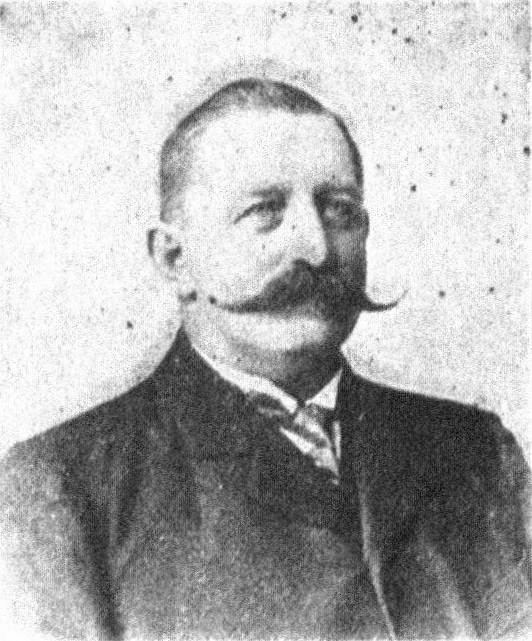
Josef Grim

Josef Grim (* 7. November 1860 in Schimming, Gemeinde Preinsbach, heute Amstetten; † 10. Juli 1948 ebenda) war ein österreichischer Politiker (CS) und Wirtschaftsbesitzer. Er war Abgeordneter zum Niederösterreichischen Landtag, Abgeordneter des Österreichischen Abgeordnetenhauses, Mitglied der Provisorischen Nationalversammlung sowie der Konstituierenden Nationalversammlung und Bürgermeister von Preinsbach.

## Leben
Grim wurde als Sohn eines Landwirts geboren und besuchte die vierklassige Volksschule in Amstetten. Er übernahm 1866 den elterlichen Betrieb in Schimming und war in der Folge als Landwirt tätig. Er engagierte sich zunächst in der Lokalpolitik und wurde 1891 in den Gemeindeausschuss von Preinsbach gewählt. Nachdem er 1897 Gemeinderat geworden war, stand er zwischen 1900 und 1938 der Gemeinde Preinsbach als Bürgermeister vor. Zudem fungierte er als Mitglied des Ortsschulrates von Amstetten, war Mitglied des Bezirksstraßen-Ausschusses, des Bezirksarmenrates und des niederösterreichischen Bauernbundes und war im Vorstand des landwirtschaftlichen Bezirksvereins Amstetten. Darüber hinaus engagierte er sich als Obmann der Pferdezuchtgenossenschaft.
Grim kandidierte bei der Landtagswahl 1909 in Niederösterreich und wurde zum Abgeordneten der Landgemeinde der Gerichtsbezirke Amstetten und Ybbs gewählt. Er gehörte der letzten Legislaturperiode während der Habsburgermonarchie zwischen dem 8. Jänner 1909 und dem 8. Jänner 1915 an und war danach vom 5. November 1918 bis zum 4. Mai 1919 Mitglied der Provisorischen Landesversammlung Niederösterreichs. Zuvor war er bereits bei der Reichsratswahl 1907 im Niederösterreich 46 angetreten und war mit 76 Prozent im ersten Wahlgang gewählt worden. Bei der Reichsratswahl 1911 konnte Grim sein Mandat im ersten Wahlgang mit 77 Prozent klar verteidigen. Grim war in der XI. und XII. Legislaturperiode zwischen dem 17. Juni 1907 und dem 12. November 1918 Abgeordneter zum Abgeordnetenhaus und gehörte ab 1907 dort der Christlichsozialen Vereinigung bzw. ab 1911 der Christlichsozialen Vereinigung deutscher Abgeordneter an. Als Abgeordneter eines deutschsprachigen Wahlkreises war er danach vom 21. Oktober 1918 bis zum 16. Februar 1919 Mitglied der Provisorischen Nationalversammlung. Bei der Wahl zur Konstituierenden Nationalversammlung 1919 wurde Grim neuerlich gewählt und fungierte dadurch zwischen dem 4. März 1919 und dem 9. November 1920 als Abgeordneter zur Konstituierenden Nationalversammlung. 